# Pihlajavesi järnvägsstation
Pihlajavesi järnvägsstation är en järnvägsstation i byn Pihlajavesi i Keuru stad i Finland, längs Haapamäki-Seinäjokibanan. Alla regionaltåg mellan Seinäjoki och Jyväskylä stannar vid stationen.
Stationen öppnades år 1883. Stationsbyggnadens arkitekt är Knut Nylander.